# Paracanthonchus longus
Paracanthonchus longus är en rundmaskart som beskrevs av Allgen 1934. Paracanthonchus longus ingår i släktet Paracanthonchus och familjen Cyatholaimidae. Inga underarter finns listade i Catalogue of Life.